# Krimgebirge

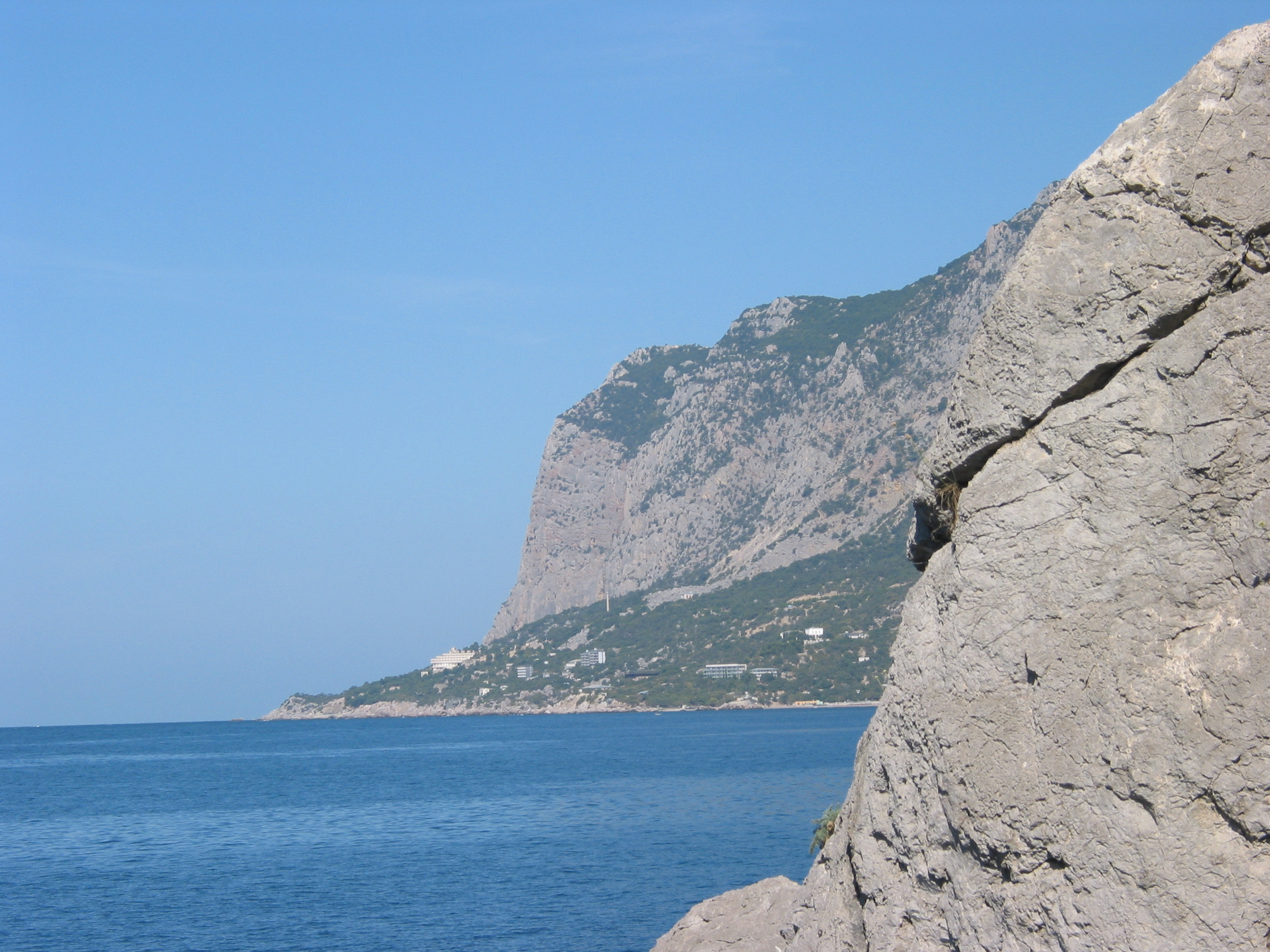
Krimgebirge im Westen mit Schwarzmeer-Küste

Das Krimgebirge (ukrainisch Кримські Гори Krymski Gory, russisch Крымские Горы Krymskije Gory, krimtatarisch Yaila) ist eine Gebirgskette, die sich über eine Länge von ca. 150 km entlang der Süd-Ost-Küste der Halbinsel Krim erstreckt. Nach Südosten fällt das Gebirge steil zum Schwarzen Meer hin ab, nach Nordwesten geht es langsam in eine Steppenlandschaft über.
Ein weiterer Name für das Gebirge ist auch Taurisches Gebirge, woraus sich der Beiname Taurische Halbinsel für die Krim ableitet. Dementsprechend trägt die Universität von Jalta den Namen „Taurische (bzw. Taurinische) Universität“.
Seine maximale Höhe erreicht das Krimgebirge in 1545 m Höhe im Gipfel des Roman Kosch (russisch/ukrainisch Роман Кош). Weitere bedeutende Erhebungen über 1.200 m Höhe sind:
- Tschatirdag (russisch Чатырдаг; ukrainisch Чатир-Даг) 1527 m
- Lapata (russisch/ukrainisch Лапата) 1406 m
- Demerdschi Jaila (russisch/ukrainisch Демерджи Яйла) 1356 m
- Karabi Jaila (russisch/ukrainisch Караби Яйла) 1253 m
- Ai-Petri (russisch/ukrainisch Ай Петри) 1243 m

Die wichtigsten Pässe über das Krimgebirge sind:
- Kujbyschewe (russisch/ukrainisch Куйбышеве, zwischen Jalta und Simferopol)
- Perewalne (russisch/ukrainisch Перевальне, zwischen Aluschta und Simferopol)
- Pass zwischen Priwithe und Bilohirsk
- Pass zwischen Sudak und Hrusiwka

Durch das Krimgebirge führt außerdem die längste Oberleitungsbuslinie der Welt. Sie wird von der Gesellschaft Krymskyj trolejbus betrieben und verkehrt zwischen Jalta, Aluschta und Simferopol. Ihren höchsten Punkt erreicht sie am Anharskyi-Pass, von dort aus ergeben sich schöne Ausblicke auf das Meer.

## Paläoanthropologische Funde
Im Krimgebirge, in der Fundstelle Kiik-Koba, wurden 1924 die ersten Neandertaler-Funde in Osteuropa entdeckt.